# Bela (książę Slawonii)
Bela, książę Slawonii, węg. Béla magyar királyi herceg (ur. 1243 lub 1249, zm. 1269) – najmłodszy syn Beli IV, króla Węgier i Marii Laskariny, córki Teodora I Laskarysa cesarza Nicei.

## Życiorys
Rok jego urodzin jest niepewny. Ponieważ Małgorzata urodziła się w 1242 roku, to biorąc uwagę ten fakt niektórzy historycy, w tym Mór Wertner i Gyula Kristó uważają, że Bela urodził się około 1243 roku. Sam Bela stwierdził w statucie z 1269 roku, że "nie skończyliśmy dwudziestu pięciu lat, mamy około dwudziestu", co sugeruje, że urodził się około 1249 roku.
W liście napisanym przez Belę IV około 1254 roku do papieża Innocentego IV, odnaleźć można pierwszą wzmiankę o życiu księcia Beli, w kontekście planowanego małżeństwa Beli z nienazwaną siostrzenicą papieża (należy tu zaznaczyć, że takie wydarzenie nigdy nie miało miejsca).
W konflikcie między ojcem a bratem Stefanem, także w 1265 roku, w bitwie pod Isaszeg brał udział po stronie ojca.
Zmarł za życia swoich rodziców. Został pochowany w kościele franciszkanów w Ostrzyhomiu, w którym jego płyta nagrobna zachowała się do dzisiaj.

### Książę Slawonii
W 1260 roku król Bela IV mianował go księciem Slawonii. Oprócz Slawonii, księstwo Beli obejmowało także Chorwację i Dalmację. Dotychczas kraje te rządzone były przez starszego brata Beli, Stefana – Młodego Króla.
Rządy w Slawonii objął dopiero w latach 1264-1269 i jako książę w okręgach Chorwacji i Dalmacji oraz Valkó, Baranya, Somogy i Zala.

## Małżeństwo
Ożenił się z Kunegundą (1247- 9 lipca 1292), księżniczką brandenburską, córką Ottona III (1215-1267), margrabiego brandenburskiego i Bożeny (1227/30- 1290), czeskiej księżniczki. Ich małżeństwo pozostało bezdzietne.